# Székesfehérvár tömegközlekedése
Székesfehérvár tömegközlekedése Székesfehérvár MJV Önkormányzata felelősségi körébe tartozik. A szolgáltatást  a MÁV Személyszállítási Zrt. és egy alvállalkozója, az Inter Tan-Ker Zrt. biztosítja az önkormányzattal kötött szolgáltatási szerződés alapján, hetvenkét darab autóbusszal.
A helyi autóbusz-hálózatnak négy forgalmi alközpontja – úgynevezett decentruma – található a városban: 1-es Szedreskerti-lakónegyed, 2-es Jancsár utca, 3-as Vasútállomás és 4-es Csapó utca, ám 2024. áprilisa óta átmérős gerincvonalak is közlekednek.

## Története

### A két világháború között
A városban először 1920-ban alapítottak autóbusz-közlekedési vállalkozást, mely nem volt igazán eredményes és viszonylag hamar megszűnt. Ezután sorra követték egymást más próbálkozások, melyek kisebb-nagyobb sikerek elkönyvelése mellett nem tudtak sokáig működni. Külön érdekesség, hogy 1931-ben éjjeli járatokat is működtettek Fehérváron, hogy a Budapestről induló késői vonat utasai is tömegközlekedési eszközzel juthassanak el otthonaikba. Ezt követően legközelebb éjjeli járatok indításának bevezetésére 2006 szeptemberében került sor. A két világháború közti időkben tovább nehezítette a közlekedési vállalkozók dolgát, hogy az 1930-as évek végéig a városi utak használatáért kövezetvám-átalányt kellett fizetnie minden járműnek.
Az 1920-as évek végén Székesfehérváron négy vonalon közlekedtek helyi járatok:
- I-es vonal: Magyar Király szálló – Vonat állomás (oda és vissza az összes vonat érkezéséhez és indulásához)
- II-es: Magyar Király szálló – Szent György-kórház
- III-as: Magyar Király szálló – Aranybulla vendéglő (Szőllőhegy)
- IV-es: Magyar Király szálló – Túrószsák (Szőllőhegy)

Az I.-II. járatoknál a vonaljegy 30 fillér, szakaszjegy 20 fillér, a III.–IV. járatoknál 40 fillér volt a menetdíj.
Az 1940-es évek elejétől már zsúfoltak voltak a fehérvári helyi járatok, s az utasszállításba ekkoriban már „autotaxik” is besegítettek, de az akkor 50 000 lakosú város közlekedését még jelentősen meghatározták a bérkocsik. 1943-ban tíz évre az 1928-ban alakult Budapestvidéki Autóbuszközlekedési Részvény Társaság (BART) kapta meg a városban az autóbusz-üzemeltetési engedélyt. Ekkoriban indultak meg Székesfehérvárról az első távolsági járatok, többek között Csákvár, Csór, majd Balatonfőkajár és Siófok felé.
A második világháború alatt a frontharcok és légitámadások következtében Fehérvár és Fejér vármegye úthálózata jelentősen megsérült. A fenntartó vállalat ezután átalakult, és a MOGÜRT Autótaxi és Autóbusz Közlekedési Részvénytársaság lépett a helyébe (MOGÜRT: Magyar Országos Gépkocsi Üzemi Részvény Társaság).

### A második világháború után
1949-ben szervezték meg a MÁVAUT (MÁVAUT Autóközlekedési Nemzeti Vállalat) székesfehérvári főnökségét, mely így átvette az irányítást. Az ekképpen létrejött vállalat már az Alba Volán jogelődje, ily módon ünnepelhette a cég félévszázados fennállását 1999-ben. A MÁVAUT cégtől vette át a későbbiekben a közlekedtetést az országosan alakuló, számozott AKÖV – Autóközlekedési Vállalatok. 1961-ben vonták össze a székesfehérvári közlekedésbonyolítással a sztálinvárosit, míg a várpalotai főnökséget lecsatolták. Így a 14. számú AKÖV megszerveződésével a cég elnyerte a hatáskörzet a mai kiterjedését, ezért jelképesen ezt tekintik az Alba Volán alapítási időpontjának. Ekkor kezdődtek meg a 2006-ig (azaz mintegy 45 évig) álló és használatban lévő székesfehérvári Piac téri autóbusz-pályaudvar építési munkálatai, mely mintegy féléves átépítés után 2007 tavaszára nyerte el mai formáját.
Székesfehérvár helyi autóbuszvonalai a MÁVAUT korában (1950-es évek):
- 1  Piac tér – Zámolyi úti laktanya
- 2  Piac tér – Máriavölgy *
- 3  Piac tér – Élmunkás út – Öreghegyi óvoda **
- 4  Piac tér – Kisfalud-puszta  (útvonala 7,9 km hosszú volt)
- 5  Piac tér – Könnyűfémmű
- 6  Piac tér – Vízműtelep  (útvonala 6,3 km)
- 7  Piac tér – Repülőtér ***
- 8  Piac tér – Vágóhíd – Rádiótelep
- 9  Pályaudvar – Piac tér – Feketehegy  (útvonala 7,7 km hosszú)
- 10  Piac tér – Pályaudvar – Megyei kórház
- 11  Köszörűgépgyár – Piac tér – Pályaudvar
- 12  Vidám park – Marx tér – Romkert – Aranybulla – Kisfalud alsómajor  (útvonalának hossza közel 10 km) ****
- 13  Vidám-park – Marx tér – Romkert – Géza u. – Öreghegy – Zsolnai u. *****
- 16  Piac tér – Romkert – Május 1. tér – Videoton (Televízió- és Rádiógyár)
- 17  Piac tér – Zsolt utca – Videoton
- 18  Videoton – Könnyűfémmű
- 19  Videoton – Marx tér – Feketehegy
- 20  Pályaudvar – Megyei kórház – Könnyűfémmű
- 21  Pályaudvar – Romkert – Felsőváros – Pályaudvar (körforgalom) ******
- 22  Pályaudvar – Piac tér – Felsőváros – Romkert – Pályaudvar (körforgalom)
- 23  Pályaudvar – Videoton
- 24  Pályaudvar – Dózsa György tér – Máriavölgy (Bory-vár) *******
- 24A  Dózsa György tér – Videoton
- 25  Pályaudvar – Fiskális út – Videoton
- 26  Pályaudvar – Repülőtér
- 27  Pályaudvar – Zsolt u. – Kisteleki u. – Kecskeméti u.

A Piac téri végállomás az Autóbusz-állomás volt. A Pályaudvar végállomáson közvetlenül a Vasútállomás bejárata előtt álltak meg a buszok. Nem létezett még a viszonylag új keletű Csapó utca mellett a Jancsár utca végállomás sem, de ez utóbbi közelében volt buszmegálló, a Vágóhíd, ahol a 8-as autóbuszjárat állt meg (a mai 10-es őse). A vidámparki végállomás biztosan nem a mostani helyén volt, hiszen akkor még nem állt a szedreskerti lakótelep. Az autóbuszok a Liget sor elején, a Vidámpark mellett fordultak. Érdekességképpen a Vidámparktól az 1950-es évek MÁVAUT-korszakát követően sokáig járt egy kabrió Ikarus a Millenniumi emlékműhöz. A jegy drágának számított, a városi 2 Ft helyett 4 Ft volt.
Az előzőekben szereplő, mai nevüktől eltérő közterületek elnevezései:
- Zámolyi úti laktanya = Laktanyák
- Máriavölgy = Máriavölgyi utca, Bory-vár (Bory tér)
- Élmunkás út = Király sor
- Öreghegyi Óvoda = Pozsonyi út, Fiskális út
- Vágóhíd = a megállóhely a Balatoni úton, a mai Jancsár Hotel közelében volt
- Pályaudvar = Vasútállomás
- Megyei kórház = Fejér Vármegyei Szent György Egyetemi Oktató Kórház
- Köszörűgépgyár = SZKG
- Vidám park / Vidám-park = Szedreskerti-lakónegyed, Liget sor (eleje)
- Marx tér = III. Béla király tér
- Május 1. tér = Széna tér
- Dózsa György tér = Zichy-liget
- „körforgalom” = körjárat

Az alábbiakban az útvonalleírásoknál a közterek mai elnevezését használjuk.
- * = a 2-es útvonala: Piac tér – Budai út – Fiskális út – Máriavölgyi u. – Bory-vár
- ** = a 3-as vonal útvonala kezdetben Piac tér – Budai út – Várkörút – Rákóczi utca – Király sor – Géza utca – Pozsonyi út volt, majd aztán Piac tér – Mátyás király körút – Várkörút, Múzeum – Rákóczi utca stb. lett; az 1950-es, 60-as években később megváltoztatták a végállomásait, ekkor már a Vasútpályaudvar – Élmunkás út (mai Király sor) – Pozsonyi út, Zsolnai út útvonalon járt, majd később egy megállóval tovább, a Bányató Vendéglő mai parkolója helyén fordult, s majd még később – de még 1976 előtt, és változatlanul 3-as számmal – még eggyel tovább, a mai 24-es végállomásáig közlekedett; a Zsolnai út, Lomnici utca megállóhely sokáig nem létezett (még 1987-ben sem)
- *** = az 1970-es években a 7-es vonal belső végállomása már nem a Piac téren, hanem a Május 1. téren volt – hivatalosan, de egész pontosan a mögött fordult, a mai Vadászkürttel szemben
- **** = az 1970-es években a 12-es vonalat is meghosszabbították, az Aranybulla Vendéglőtől tovább, s így a 3-ashoz és a 13-ashoz hasonlóan szintén a Zsolnai utca, Nagyszombati utca végállomásig járt
- ***** = a 3-as és a 13-as járatok egy ideig (kb. fél évig) még földúton is jártak; a Géza utcáról a Kadocsa utca – Berényi út – Túrózsáki utca – Fiskális út – Pozsonyi út terelőútvonalon mentek, mert a Géza utca vége útépítés miatt le volt zárva (ekkoriban a Kadocsa utca még csak egy kis földút volt…)
- ****** = A 21/22-es körjáratok útvonalán ma már nem jár busz: Pályaudvar (Vasútállomás) – Piac tér – Palotai út – Mészöly Géza utca – Malom utca – Vendel utca (Szent Vendel utca) – Úttörő utca (Havranek József utca) – Népköztársaság út (Várkörút) – Lenin út (Prohászka Ottokár utca) – Vasútállomás; u.i. a két vonal menetrendjében szereplő „körforgalom” kifejezés körjáratot jelent.
- ******* = akkoriban a 24-es számított a város legforgalmasabb buszvonalának: Vasútállomás – Deák Ferenc utca – Budai út – Várkörút – Szekfű Gyula utca – Berényi út – Túrózsáki utca – Máriavölgyi utca – Bory-vár vonalvezetéssel közlekedett; érdekesség, hogy a ’60-as években építkezés miatt egy ideig járt a mai Távirda illetve Kégl György utca terelőútvonalakon, mely utcák akkor még pont fordítva voltak egyirányúsítva, mint ma – talán a Kempelen téri tűzoltóság miatt.

1961-re már 261 autóbuszt üzemeltettek Fejér megye területén. Csuklós buszt – összesen hármat – első ízben 1966-ban helyeztek forgalomba. A vállalat az évtized végén Autóközlekedési Tröszt néven folytatta működését, ami később VOLÁN Trösztre, majd VOLÁN Vállalatra változott. 1984-ben született jogutódjaként az Alba Volán Vállalat, s teljes gazdasági függetlenséget kapott.

### A rendszerváltás után
A gazdasági átalakulás időszaka gyökeres változásokat hozott az Alba Volán vállalata számára egyaránt. 1992. december 31-én jött létre az Alba Volán Autóbusz-közlekedési Részvénytársaság, állami tulajdonú vállalatként. Az Európai Uniós csatlakozásunkat követően a cég jogi formája zártkörűen működő részvénytársaságra változott. 2015. január 1-jével az Alba Volán és a Vértes Volán jogutódja a Középnyugat-magyarországi Közlekedési Központ Zrt (KNYKK Zrt.) lett. 2019. október 1-jétől a KNYKK megszűnt, beolvadván a Volánbusz Zrt.-be. Továbbiakban 2019. év végén még javaslat született a MÁV és a Volánbusz közös holdingba való szervezésére vonatkozóan.

### Új menetrend – 2021
2021. április 9-én, több év után közzétette egy új buszhálózat tervét Székesfehérvár önkormányzata, amire egy hónapon keresztül írhattak észrevételeket, javaslatokat a lakosok. Ezeket az észrevételeket figyelembe véve áttervezték a tervezetet, majd június 17-én közzétették a véglegesített változatot, amit egy hónappal később, július 17-én be is vezettek, két hetes ingyenes tesztüzemmel. Az új hálózaton és menetrenden ez alatt az egy hónap alatt is többször változtattak. Az új hálózatban várost átszelő gerincjáratokat álmodtak meg a régi vonalak összevonásából, kettő két irányban közlekedő nagy körjárattal. Csökkenteni szerették volna az átszállások számát, új megállóhelyeket, új tengelyeket hoztak létre, s átszállópontokat létesítettek. A változás egyik nagy elszenvedője a Szedreskerti-lakónegyed volt, ahol megszűnt a decentrum, cserébe hétköznap félóránként, csúcsidőben negyed óránként közlekedő körjáratok közlekedtek. A legtöbb városrész lényegében gazdagodott az új hálózattal, több közvetlen kapcsolat révén. A hivatásforgalmi igényeket azonban nem tudta kellőképpen kiszolgálni. A hálózat nem igazán nyerte el a lakosok tetszését, sok panasz érkezett már a bevezetés előtt is, ezért három napra rá online szavazást indítottak, hogy visszaálljon-e a régi vagy finom hangoljanak az újon. A szavazás alapján, többségben a régi hálózat nyert, majd augusztus 1-jével visszaállt a régi, 45 éves alapokon nyugvó hálózat.

### Hálózatbővítések 2024-től
Az elbukott 2021-es hálózatmódosítást követően fennállt az önkormányzat részéről továbbra is a hálózat átalakítása a városi közlekeddési szokások megváltozása okán. 2024. áprilisától lépett életbe az első "hálózatbővítés" amely által létrejöttek az első átmérős járatok a városban, vonalak összevonásával, valamint vonalhosszabbításokkal (pl. 12Y, 16, 20, 24, 37), illetve bevonták az Alba Ipari Zóna új területeit is a hálózatba, kiszolgálva az új MET Arénát is. Ezt követően apróbb módosításokat hajtottak végre, mint a 15-ös vonal némely járatának meghosszabbítását Fecskepartra, vagy a 32-es járatok műszakváltáskor való közlekedtetését a Sóstói Ipari parkba.
2025. augusztusától lépett életbe a "második hálózatbővítés" amelyben szintén vonalösszevonások és módosítások történtek (pl. 26A, 33, 34), valamint az említett 15-ös és 32-es vonalak "ideiglenes" hosszabbításait kiterjesztették majdnem az összes járatra. A 11-es és 12-es járatokat és betétjárataikat hurokká kötötték össze a sóstói szakaszon, Fecskepartnak pedig állandó összeköttetést adtak az Autóbusz-állomással.

## Hálózat
Székesfehérváron a 2025. augusztusi menetrendváltástól 34 helyi autóbuszvonal üzemel, melyek a következők:
| Szám | Útvonal |
| ---- | --- |
| 10   | Szedreskerti lakónegyed – Autóbusz-állomás – Jancsár utca – Rádiótelep – Orsovai utca                                                                       |
| 11   | Szedreskerti lakónegyed – Autóbusz-állomás – Vásárhelyi út – Sóstói bevásárlóközpont – Autóbusz-állomás – Szedreskerti lakónegyed                           |
| 11A  | Csapó utca – Vásárhelyi út – Sóstói bevásárlóközpont – Csapó utca                                                                                           |
| 12   | Szedreskerti-lakónegyed – Autóbusz-állomás – Sóstói bevásárlóközpont – Vásárhelyi út – Autóbusz-állomás – Szedreskerti lakónegyed                           |
| 12A  | Csapó utca – Sóstói bevásárlóközpont – Vásárhelyi út – Csapó utca                                                                                           |
| 12Y  | Fecskeparti lakótelep – Szedreskerti lakónegyed – Autóbusz-állomás – Vasútállomás déli parkoló – Tejüzem – Babér utca                                       |
| 13G  | Autóbusz-állomás – Vasútállomás – Tejüzem – Babér utca |
| 14   | Szedreskerti lakónegyed – Autóbusz-állomás – Gáz utca / Budai út – Mentőállomás – Adonyi út – Köfém-lakótelep                                               |
| 14G  | Csapó utca – Gáz utca / Budai út – Mentőállomás – Köfém-lakótelep – Babér utca                                                                              |
| 15   | Fecskeparti lakótelep – Autóbusz-állomás – Őrhalmi-szőlők – Sóstói bevásárlóközpont – Amerikai fasor forduló                                                |
| 15Y  | Csapó utca – Autóbusz-állomás – Őrhalmi-szőlők – Logisztikai Központ                                                                                        |
| 16   | Opole tér – Kőrösi utca – Opole tér – Szedreskerti-lakónegyed – Ybl Miklós lakótelep – Széna tér – Mentőállomás – Tejüzem – Babér utca (– Börgönd)          |
| 17   | Csapó utca – Ybl Miklós lakótelep – Széna tér – Király sor – Budai út – Zombori út – Köfém-lakótelep                                                        |
| 20   | Hübner András utca – Jancsár utca – Vasútállomás – Köfém lakótelep (– Babér utca)                                                                           |
| 22   | Jancsár utca – Gáz utca / Budai út – Fiskális út / Budai út – (Köfém-lakótelep –) Kisfalud                                                                  |
| 23   | Jancsár utca – Zsuzsanna-forrás – Széna tér – Fiskális út / Budai út – Videoton – Tesco – Videoton Ipari Park                                               |
| 23E  | Jancsár utca – Gáz utca / Budai út – Fiskális út / Budai út – Videoton                                                                                      |
| 24   | Jancsár utca – Zsuzsanna-forrás – Széna tér – Zsolnai út / Nagyszombati út (– Alba Aréna – Zsurló utca)                                                     |
| 25   | Jancsár utca – Zsuzsanna-forrás – Széna tér – Nyitrai utca / Zobori utca                                                                                    |
| 26   | Jancsár utca – Autóbusz-állomás – Ybl Miklós-lakótelep – Videoton – Béla út / Nagyszombati út                                                               |
| 26A  | Orsovai utca – Rádiótelep – Jancsár utca – Autóbusz-állomás – Ybl Miklós-lakótelep – Videoton – Kassai út / Nagyszombati út                                 |
| 31   | Vasútállomás – Széna tér – Király sor – Fiskális út – (Videoton –) Béla út / Nagyszombati út                                                                |
| 31E  | Vasútállomás – Budai út / Fiskális út – Videoton |
| 32   | Vásárhelyi úti lakótelep – Őrhalmi szőlők – Vasútállomás – Széna tér – Videoton – Kassai utca / Nagyszombati utca                                           |
| 33   | Fecskeparti lakótelep – Széna tér – Lövölde utca – Vasútállomás (– Vásárhelyi út – Sóstói bevásárlóközpont)                                                 |
| 34   | Fecskeparti lakótelep – Autóbusz-állomás – Prohászka Ottokár út – Vasútállomás                                                                              |
| 35   | Vasútállomás – Zsuzsanna-forrás – Széna tér – Tompa Mihály út – Kecskeméti utca – Zone Bevásárlópark                                                        |
| 36   | Vasútállomás – Autóbusz-állomás – Új Csóri út – Hernád utca                                                                                                 |
| 37   | Opole tér – Kőrösi utca – Opole tér – Autóbusz-állomás – Vasútállomás – Kórház, Rendelőintézet – Tejüzem – MET Aréna                                        |
| 38   | Vasútállomás – Autóbusz-állomás – Ybl Miklós-lakótelep – Hanon Systems – Tesco – Videoton Ipari Park                                                        |
| 40   | Csapó utca → Autóbusz-állomás → Stadion → Nagyszebeni utca → Stadion → Vasútállomás → Kórház, Rendelőintézet → Mentőállomás → Autóbusz-állomás → Csapó utca |
| 41   | Csapó utca – Autóbusz-állomás → Mentőállomás → Kórház, Rendelőintézet → Vasútállomás → Stadion → Nagyszebeni utca → Stadion → Autóbusz-állomás → Csapó utca |
| 42   | Csapó utca – Autóbusz-állomás – Ybl Miklós ltp. – Gáz utca / Budai út – Mentőállomás – Tejüzem (– Babér utca) – Börgönd                                     |
| 44   | Csapó utca – Autóbusz-állomás – Mentőállomás – Kórház, Rendelőintézet – Vasútállomás                                                                        |

A 2024. áprilisa óta megszűnt (összevont/beolvasztott) vonalak:
10G, 11G, 13, 13A, 13Y, 26C, 26G, 27, 29, 30, 39, 43, 912
Az 1976 és 2023 között megszüntetett helyi autóbuszvonalak (számszaki sorrendben):
12B, 13B, 14B, 15A, 15M, 15Y, 16A, 16Y, 19, M19, 20G, 22Y, 24A*, 24B**, M26, 28, 29, 30, M31, 32G, 37G, 38G, 39, maroshegyi iskolás járat
- 24A kétszer szűnt meg. 1. 1980-as években, onnantól kezdve a vonal buszai a 24-es vonalon jártak, javítva a menetsűrűséget (10 perc, ez volt az 1980-as évek legjobb járatsűrűséggel ellátott vonala). 2. alkalommal a Pozsonyi út csatornázási munkálatai miatt jött létre ideiglenes jelleggel, majd lakossági kérésre megmaradt a vonal, de 25-ös számmal óránkénti indulással.
- 24B a Várkörút (ma Zsuzsanna-forrás) és a Karinthy F. út között közlekedett hurokjáratként; majd másodszorra a Pozsonyi út csatornázása miatt terelőúton a Bányatóig jártak a buszok, ezután az eredeti 24-es vonalon közlekednek újra.
- 15Y két alkalommal működött, először, a '90-es évek végén szűnt meg, a Sóstói Ipari Park első autóbuszvonalai között volt a Loranger-hez, majd ettől függetlenül később a Logisztikai Központ kiszolgálására hozták ismét létre.
- A 2012-ben megszüntetett 16A és a 29-es vonalakat 2014-ben újraindították.
- Új 30-as vonal 2017-ben indult el, ezzel egy időben a 16A vonal ismét (ezúttal előreláthatólag egyben végleg) megszűnt.
- 2021 decemberétől a csalai iskolás járat 26C jelzéssel közlekedik.[3]

## Járművek

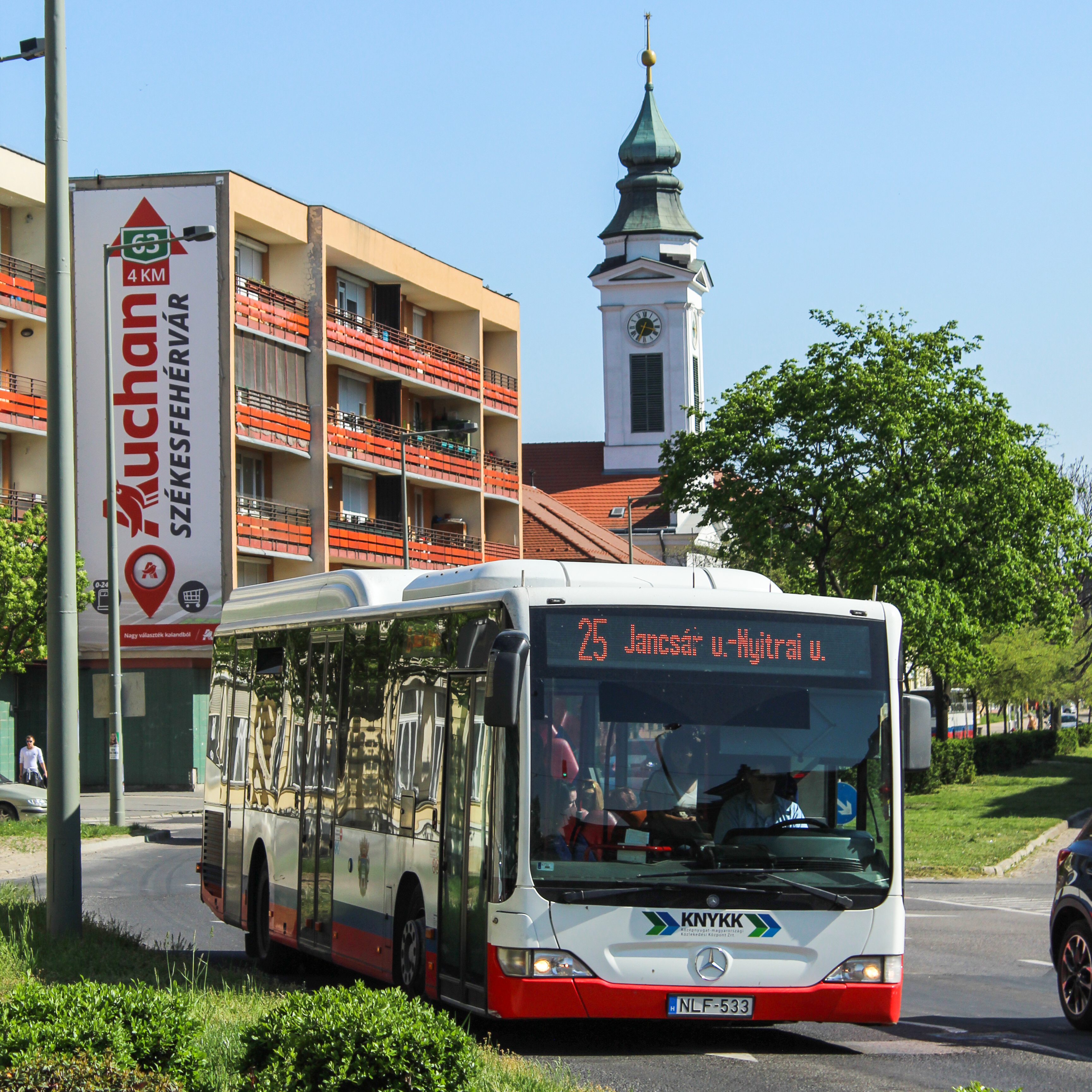
Mercedes Citaro LE a 25-ös járaton a Vörösmarty téren

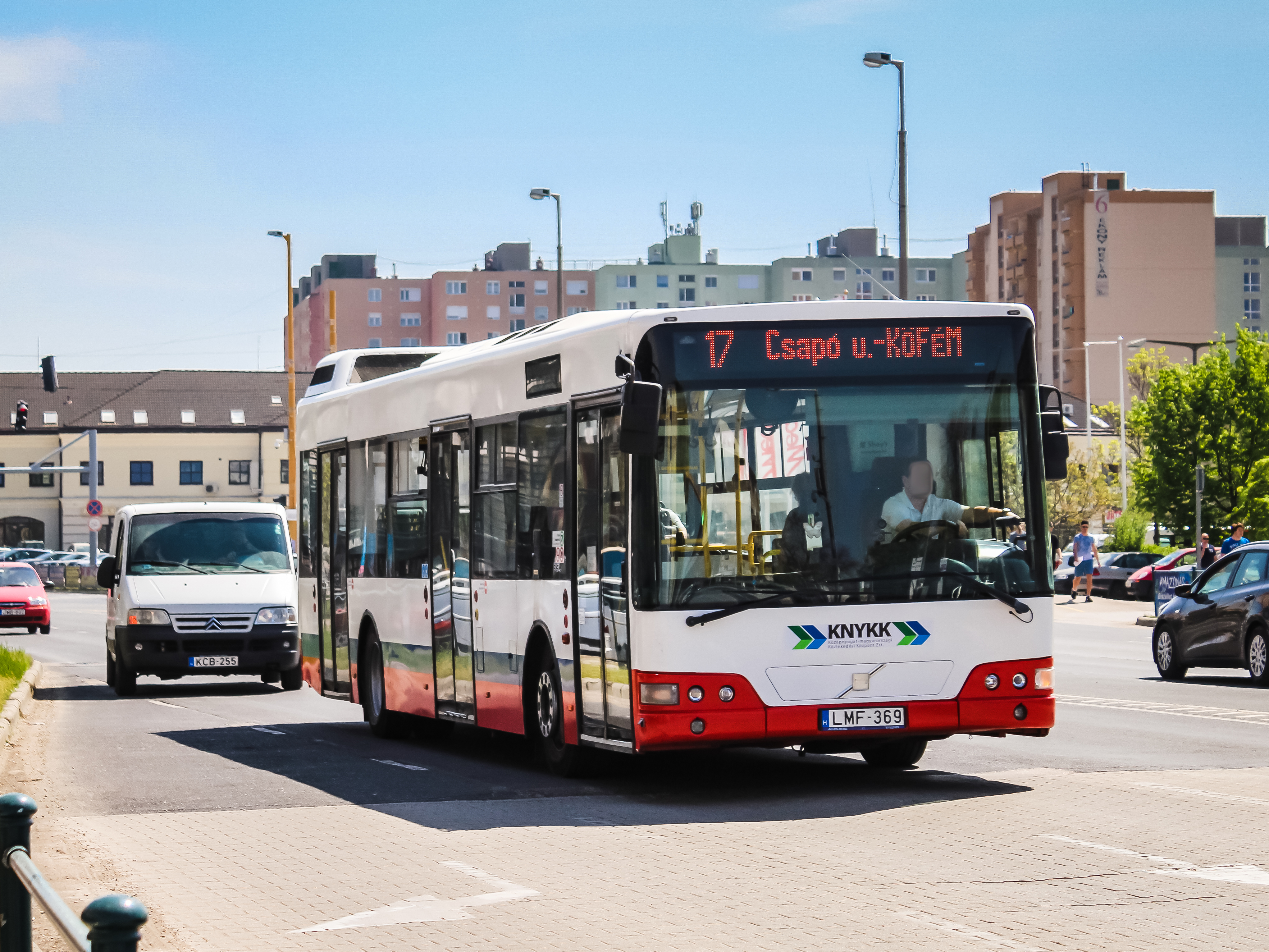
Alfa Cívis 12 a 17-es járaton a Palotai úton

### A Volánbusz Zrt. által üzemeltetett autóbuszok
- 3 Mercedes-Benz Citaro G csuklósbusz (2008)[1][4]
- 20 Volvo 7700A csuklósbusz (2007)
- 6 Volvo 7900A csuklósbusz (2014)
- 14 Mercedes-Benz Conecto G Next Generation csuklósbusz (2020)
- 5 Ikarus EAG E94 szólóbusz (2006-2007)
- 2 Alfa Cívis 12 szólóbusz (2009)
- 8 Mercedes-Benz Citaro szólóbusz (2008)[1][4]
- 12 Ikarus 120e szólóbusz (2022)
- 5 MAN NL283 Lion's City A21 szólóbusz (2014)

### Az Inter Tan-Ker Zrt. által üzemeltetett autóbuszok
- 3 Mercedes-Benz Conecto G csuklósbusz (2016)
- 2 MAN A23 Lion's City GL NG313 csuklósbusz (2008)
- 8 Mercedes-Benz 500 ITE Reform szólóbusz (2021)
- 2 Iveco Streetway 12M szólóbusz (2023)
- 2 Iveco Urbanway 12M szólóbusz (2017-2018)